# Эскалация грузино-южноосетинского конфликта летом 2008 года
Летом 2008 года произошло резкое обострение грузино-южноосетинского конфликта, которое непосредственно предшествовало масштабным военным действиям в регионе. Председатель Комитета по информации и печати непризнанной республики Южная Осетия Ирина Гаглоева 1 августа 2008 года назвала происходящее «Снайперской войной»; 7 августа тот же термин применил Михаил Саакашвили.

## Хронология

### Накануне
- 4 июля — В Южной Осетии была объявлена всеобщая мобилизация[3].
- 27 июля — Югоосетинские военные отогнали миротворцев ССПМ выстрелами[4]. Сообщалось, что инцидент произошёл в районе осетинского села Чорбаули.
- 30 июля — Грузия снова обвинила осетин в попытке захвата стратегической высоты Сарабук[5].

### Август

#### 1 августа
Рано утром в Южной Осетии (в районе Цхинвали) была подорвана машина грузинской полиции, в результате ранения получили шесть полицейских.
В конце июля чиновники грузинского оборонного ведомства во главе с замминистра Рамазом Николаишвили водрузили над высотой Сарабуки государственный флаг страны. После этого начались перманентные бои за стратегически важную высоту, а затем и обстрелы Цхинвали. В официальном комментарии Минобороны Грузии 1 августа говорилось: «В 22:20 осетинские бандформирования и так называемые осетинские миротворцы <ССПМ> открыли массированный огонь по грузинским блок-постам в зоне грузино-осетинского конфликта в селах Никози, Авневи, Эредви и на высоте Сарабуки. Огонь продолжался 10 минут, после чего грузинская сторона была вынуждена открыть ответный огонь с целью отражения атаки».
Помощник же командующего ССПМ Владимир Иванов заявил, что «с 18:17 грузинская сторона открыла огонь на поражение с применением снайперских групп по постам МВД Южной Осетии, которые расположены в зоне конфликта, в направлении мирного населения Цхинвали. Уже к 21:00 были убиты четыре и ранены семь человек».
В 21:15 по южной, восточной и северной окраинам Цхинвали и близлежащим районам был открыт огонь из стрелкового оружия различного калибра, гранатомётов, миномётов, вооружения БМП с направления грузинских сел Эргнети, Земо-Никози, Тамарашени. К 23:00 нарушения сторонами договоренностей о прекращении огня перешли в очаговые перестрелки на южной, восточной и западной окраинах Цхинвали, в сёлах Приси, Сарабуки, Дмениси, Эредви, Ванати, Авневи, Тамарашени. В дальнейшем интенсивная стрельба велась в период с 2:53 до 3:50 со стороны грузинского села Земо-Приси в направлении осетинского села Приси, с 4:20 до 5:00 со стороны грузинского села Земо-Приси в направлении восточной окраины осетинского села Приси и юго-восточной окраины Цхинвали, с 5:45 до 6:50 со стороны грузинских сел Эргнети и Земо-Приси в направлении юго-восточной окраины Цхинвали и восточной окраины осетинского села Приси из стрелкового оружия, гранатомётов и миномётов.

#### 2 августа
Обстановка в зоне грузино-осетинского конфликта резко обострилась в ночь на 2 августа. Несколько часов шел бой с применением стрелкового оружия, гранатометов и минометов. Массированным обстрелам подверглись Цхинвали и ряд других населенных пунктов.
По данным властей Южной Осетии потери грузинской стороны составили 29 человек убитыми, а южноосетинской — 6.
Со 2 числа начались каждодневные обстрелы грузинского села Авневи.
Власти Южной Осетии начали эвакуацию жителей подконтрольных территорий.

#### 3 августа
Более 2,5 тысячи человек покинули за два последних дня зону конфликта.
Утром в Цхинвали командующий ССПМ М. Кулахметов и командир осетинского батальона ССПМ К. Фриев провели совещание с министром обороны России Н. Панковым и командиром 58-й армии А. Хрулёвым.

#### 5 августа
Министр внутренних дел Южной Осетии Михаил Миндзаев заявил о готовности южноосетинской стороны в случае эскалации конфликта бомбить города Гори, Карели и одну из грузинских курортных зон. Полпред президента ЮО в России Дмитрий Медоев заявил, что армия Южной Осетии готова противостоять грузинской армии, а также заявил, что в ЮО уже начали прибывать российские «добровольцы».

#### 6 августа
Утром закрылись все учреждения и магазины Цхинвали. Шла спешная эвакуация гражданских в Россию, обратно прибывали российские наёмники и журналисты. По осетинскому радио было передано сообщение о начале войны. Югоосетинские войска открыли минометный огонь по селам Эредви, Приси, Авневи, Двани и Нули; по итогам перестрелки несколько человек с обеих сторон получили ранения.
Заместитель главы минобороны Южной Осетии Ибрагим Гассеев заявил ИТАР-ТАСС, что утром этого дня сотрудники силовых структур Грузии заняли высоту западнее села Нули, оборудовав там огневые точки и обстреливали объездную дорогу, ведущую в осетинские села. Около 16:30 осетинская сторона, открыв ответный огонь, подавила огневые точки, уничтожила два БМП и выбила грузинских силовиков с высоты.
Грузинская сторона анонсировала проведение мирных переговоров, однако осетинская сторона отвергла возможность проведения двусторонней встречи, требуя «провести переговоры в Цхинвали <…>в четырёхстороннем формате. На этой встрече должны присутствовать сопредседатели совместной контрольной комиссии от России, Северной и Южной Осетии, а также Грузии».

#### 7 августа
В течение дня в районе южноосетинских сёл Приси, Сарабук и Дменис, а также грузинских сёл Нули и Авневи шли интенсивные перестрелки, использовалось и тяжелое оружие. Стороны вновь обвинили друг друга в эскалации конфликта: Министерство обороны Южной Осетии заявило, что была успешно отражена атака грузинских подразделений на высоту Приси. В ответ глава информационно-аналитического департамента МВД Грузии заявил, что Приси не подвергался атаке, а «сепаратисты», обстреливавшие занятую грузинскими силами высоту Сарабук, получили достойный отпор.
Во второй половине дня со стороны грузинского села Авневи начался обстрел южноосетинского села Хетагурово.
15:45 грузинские миротворцы ССПМ объявили о прекращении своей миссии.
В Грузию срочно вылетел посол по особым поручениям МИД РФ Юрий Попов.
К вечеру масштаб столкновений стал более угрожающим, поступили сообщения о подбитых грузинских БМП и жертвах с обеих сторон, включая одного погибшего грузинского и одного осетинского военнослужащего. В Цхинвали начали говорить о стягивании грузинских войск и бронетехники к городу, готовящемся к штурму, по сообщениям осетинских СМИ, к 17:08 27 грузинских систем залпового огня Град заняли позиции в окрестностях Гори. Глава комитета информации и печати правительства Южной Осетии Ирина Гаглоева заявила: «Мы <окружены> грузинскими установками „Град“, гаубицами и танками. <…> Всё это происходит на глазах международных организаций<…>. Село Хетагурово почти выжжено, идёт обстрел Цхинвали. Мы обороняемся, но сил не хватает. Готовимся к худшему». Она также выразила недовольство действиями российских миротворцев, которые, с её слов, лишь фиксируют нарушения соглашений о прекращении огня.
Позднее Михаил Саакашвили приказал грузинским военным в одностороннем порядке прекратить огонь, не отвечая на стрельбу со стороны осетинских сил, а также призвал южноосетинскую сторону прекратить огонь и начать переговоры по определению статуса Южной Осетии в любом формате, предложив России стать гарантом «неограниченной автономии» Южной Осетии в составе Грузии. По телевидению он заявил, что переговоры начнутся уже 8 августа и что с 18 часов 7 августа грузинская сторона объявляет перемирие.
Относительно дальнейших событий показания российской прессы разнились: после объявления перемирия огонь либо стал ещё более интенсивным, либо наоборот — стороны прекратили стрельбу, едва закончилась трансляция. В комитете по информации и печати Южной Осетии утверждали, что первой огонь открыла грузинская сторона, начав обстрел сел Знаурского района республики. Глава же аналитического департамента МВД Грузии Шота Утиашвили заявил: «Наш президент объявил перемирие вечером в четверг. Но перемирия хотели только мы — весь вечер осетинские подразделения стреляли из тяжелых вооружений по двум нашим селам — Авневи и Тамарашени. Села серьёзно пострадали. Стало ясно, что подразделения Кокойты не прекратят стрельбу, и что у нас большие жертвы — 10 человек было убито и 50 ранено. После этого невозможно было не ответить. Мы должны были начать операцию, чтобы защитить своих граждан. По сути, они провоцировали нас всю неделю. Со 2 августа, когда была подорвана наша полицейская машина и когда начались массированные обстрелы, нас вынуждали начать спецоперацию».
Поздно вечером Юрий Попов сообщил, что 8 августа в 13.00 при посредничестве России пройдёт встреча Якобашвили и Чочиева.
К ночи южноосетинский лидер Эдуард Кокойты вместе с силовыми министрами покинул Цхинвали с целью руководить масштабными боевыми действиями из Джавы, куда, по сообщениям, прибыли отряды добровольцев из России.
За несколько минут до того, как грузинская сторона начала операцию, командующему ССПМ Мурату Кулахметову позвонили из Тбилиси и официально сообщили об отмене перемирия. До этого командующий грузинским батальоном ССПМ М. Курашвили обвинил командира ССПМ М. Кулахметова в том, что тот «делал вид, что не мог повлиять на осетинскую сторону, чтобы она прекратила обстрел грузинских деревень»; по его словам, решение открыть огонь по Цхинвали было принято после того, как артиллерийским огнем осетинской стороны было почти полностью разрушено грузинское село Авневи.

## Характеристика событий
Руководитель комиссии ПАСЕ Люк Ван Ден Бранде заявлял, что полноценный вооружённый конфликт начался в период до 7 августа.
В 2022 году Международный уголовный суд оценил число выселенных осетинскими властями гражданских в 18,5 тыс. человек, при этом проводившееся в рамках «эвакуации» выселение этнических грузин, приведшее к гибели 113 человек, суд охарактеризовал как военное преступление. Трём причастным к выселению югоосетинским чиновникам был выдан ордер на арест.
Сообщалось, что у грузинской стороны имелись проблемы с оповещением проживавших в анклавных сёлах собственных граждан; в частности о предстоящей грузинской эвакуации были оповещены жители села Авневи, в то же время жители расположенных севернее Цхинвали сёл (Кехви, Тамарашени, Курта) заявляли, что до начала боёв за Цхинвали не имели информации о начале эвакуации.